# Йоган Гарі
Йоганн Едуард Гарі (нар. 21 січня 1979) — британсько-швейцарський письменник і журналіст, що пише для The Independent і The Huffington Post. 2011 року Гарі відсторонили від роботи в The Independent, а пізніше звільнили, після того, як його викрили в плагіаті та вигадках, що припадають на 2001 рік. Тоді він вніс зловмисні редагування у вікіпедійні статті про журналістів, які критикували його поведінку. Відтоді написав книжки про депресію, війну з наркотиками та вплив технологій на стійкість уваги.

## Дитячі та юнацькі роки
Гарі народився в Глазго (Шотландія). Його мати — шотландка, а батько —швейцарець. Коли він був немовлям родина переїхала до Лондона. Гарі твердить, що в дитинстві пережив фізичне насильство, коли батька не було вдома, а мати хворіла.
Навчався у школі Джона Лайона, приватній школі, афілійованій з Герроу, а потім — у коледжі Вудгауз, державній шестирічній школі в Фінчлі. 2001 року закінчив Королівський коледж Кембриджу з дипломом першого ступеня із соціальних і політичних наук.

## Початок кар'єри
2000-го року Гарі став співлауреатом премії «Студент-новинар року» від газети The Times за роботу в кембридзькій студентській газеті Varsity. Йому нібито довелося покинути Varsity через неетичну поведінку.
Після університету почав працювати у журналі New Statesman, де працював у 2001—2003 роках. Далі писав по дві сторінки на тиждень для газети The Independent. 2003 року став лауреатом премії журналу Press Gazette в номінації молодий журналіст року. В единбурзькому театрі «Гараж» ставили п'єсу Гарі «Going Down in History», а 2002 року його книжку «God Save the Queen?» видало видавництво Icon Books.
Поза тим, що Гарі був колумністом The Independent, його статті також друкували в The Huffington Post, The New York Times, Los Angeles Times, The New Republic, The Nation, Le Monde, El País, The Sydney Morning Herald і Haaretz, і він писав репортажі з різних місць світу, як-от Конго та Венесуели. Регулярно виступав у ролі мистецтвознавця у The Review Show на каналі BBC Two і був книжковим оглядачем журналу Slate. 2009 року газетаThe Daily Telegraph назвала його одним із найвпливовіших британських лівих.

## Скандал із плагіатом і фабрикаціями

### Плагіат
У червні 2011 року блогери Deterritorial Support Group, а також редактор Yahoo! Ireland Браян Вілан твердили, що Гарі сплагіатив матеріал, опублікований в інших інтерв'ю та роботах тих, у кого він брав інтерв'ю. Наприклад, інтерв'ю 2009 року з активісткою за права жінок в Афганістані Малалай Джоя містило цитати з її книги «Raising My Voice», так що виглядало, ніби вона сказала це безпосередньо Гарі. Гарі спочатку заперечував будь-які протиправні дії, твердячи, що цитати без авторства були для роз'яснення і не подавали чиїсь думки як його власні. Однак, пізніше сказав, що його поведінка була «цілковито неправильною» і що «коли я брав інтерв'ю у людей, то часто подавав речі, сказані іншим журналістам або написані в книгах, як ніби вони були сказані мені, а це не так». Гарі відсторонили від роботи в The Independent на два місяці, а в січні 2012 року було оголошено, що він покидає газету.
Media Standards Trust доручив Раді Премії Орвелла, яка присудила Гарі премію 2008 року, перевірити ці звинувачення. Рада дійшла висновку, що «стаття містить неточності та поєднує в собі різні частини чужої оповіді» і не відповідає стандартам журналістики рівня премії Орвелла. Гарі повернув приз, однак не повернув премію 2 тис. фунтів стерлінгів. Згодом він запропонував повернути кошти, та видання Political Quarterly, що виплатило приз, натомість запропонувало йому зробити пожертву англійському ПЕН, членом якого був Джордж Орвелл. Гарі домовився з англійським ПЕН зробити пожертву на суму премії, яку мав виплатити частинами, коли повернеться працювати в The Independent, утім так і не повернувся туди.

### Підробка інформації
Окрім плагіату, виявилося, що Гарі фабрикував елементи статей.
В одній зі статей, за яку він здобув премію Орвелла, Гарі розповідав про звірства в Центральноафриканській Республіці, твердячи, ніби французькі солдати сказали йому, що «бувало діти приносили нам відрубані голови своїх батьків і кричали про допомогу, але нам було наказано не допомагати їм». Однак працівник НУО, який перекладав для Гарі, сказав, що цитата була вигаданою і що Гарі перебільшив масштаби спустошень у ЦАР. Вибачаючись за викриту підробку інформації, Гарі твердив, що інші співробітники НУО підтвердили його версію подій.
У статті про військових роботів Гарі неправдиво твердив, що на колишнього прем'єр-міністра Японії Дзюнітіро Коїдзумі напав робот з заводу і ледь не вбив його.
Гарі неправдиво твердив, що великий глобус, споруджений для кліматичного саміту в Копенгагені, «вкривали корпоративні логотипи» McDonald's і Carlsberg, а «бренд Кола… був зображений на Африці».
Ще повідомлялося, що він вигадав розповідь про те, як бачив смерть демонстранта на саміті G8 у Генуї 2001 року, тоді як насправді він поїхав звідти на таксі, перш ніж цей випадок стався. Автор колонки Hackwatch у журналі Private Eye також припустив, що Гарі прикинувся, ніби вживав екстазі, і видав двотижневу туристичну подорож до Іраку за місячну дослідницьку поїздку, а потім, запевняючи, що іракські цивільні особи, з якими він розмовляв, підтримували вторгнення, намагався посилити підтримку війни в Іраку.
Коли Гарі працював у New Statesman, заступниця редактора журналу Крістіна Одоне засумнівалася в автентичності цитат у його статті. Коли вона попросила його показати робочі записи, він зробив паузу, а потім сказав, що загубив їх. Згодом Одоне виявила, що Гарі під своїм ляльковим обліковим записом «Девід Роуз» змінив статтю про неї у Вікіпедії, неправдиво звинувативши її в гомофобії та антисемітизмі.
А ще Гарі звинувачували в перекручуванні текстів Джорджа Гелловея, Еріка Гобсбавма, Ніка Коена та Ноама Хомського.

### Зловживання Вікіпедією
У вересні 2011 року Гарі зізнався, що редагував статті у Вікіпедії про себе та журналістів, з якими мав суперечки. Під виглядом журналіста «Девіда Роуза» він додавав неправдиві та наклепницькі твердження у статті про журналістів, зокрема Ніка Коена, Крістіну Одоне, Френсіса Віна, Ендрю Робертса, Ніла Ферґюсона та Олівера Камма, і редагував статтю про себе, «щоб здаватися одним із найважливіших письменників нашого часу».
У липні 2011 року Коен написав у The Spectator про підозрілі редагування Вікіпедії, що спонукало журналіста New Statesman Девіда Аллена Ґріна опублікувати допис у блозі із зібраними доказами. Спільнота провела розслідування, і «Девіда Роуза» заблокували у Вікіпедії. Гарі опублікував вибачення в The Independent, визнавши, що це саме він «Девід Роуз», і написавши: «Я по-хуліганськи й зловмисно редагував статті про людей, з якими мав конфлікт: я назвав одного з них антисемітом і гомофобом, а другого — п'яницею. Мені соромно за такий вчинок, тому що він порушує головне правило етики: не чини іншим того, чого не бажаєш собі. Я беззастережно і цілковито перепрошую всіх цих осіб».

### Використання закону про наклеп, щоб придушити критику
Гарі погрожував подати до суду за наклеп, щоб завадити критикам розкрити його перекручення. Його критику статті Ніка Коена «Що в залишку: як ліберали заблукали» розкритикували британські блогери за фактичні помилки та помилки в інтерпретації. Гарі використав закон про наклеп проти блогера, який написав, що «репутація вигадника має означати кінець кар'єри», змусивши того вилучити спірну публікацію.

## Пізніша кар'єра

### Гонитва за криком(2015)
У січні 2012 року, після звільнення з The Independent, Гарі оголосив, що пише книгу про війну з наркотиками, згодом вона вийшла друком під назвою Гонитва за криком. Його TED Talk 2015 року «Все, що ви думаєте, що знаєте про залежність, — хибно» (англ. Everything you think you know about addiction is wrong), переглянули понад 19 млн разів (станом на 31 березня 2022 року). У виступі йдеться про те, що більшість залежностей є функціональною реакцією на досвіди і відсутність здорових підтримувальних стосунків, а не простою біологічною потребою в певній речовині.
Через оті попередні скандали Гарі виклав в мережу аудіозаписи деяких інтерв'ю, взятих для книжки. Письменник Джеремі Данс критикував випадки, коли цитати були неточно транскрибовані або перекручені, ствердивши, що з вибірки з десятків кліпів «майже у всіх випадках слова в лапках змінено або пропущено без помітки, часто незрозуміло для чого, але в кількох випадках для того, щоб злегка змінити суть сказаного».
У рецензії для New Matilda Майкл Бралл висловив застереження щодо способів цитування, які практикує Гарі, та підкреслив розбіжності між оповіддю в книжці Гарі та його статтею 2009 року. Він підсумував: «Я думаю, що Гарі подав корисний огляд деяких фундаментальних питань, вартих розгляду. Але до цього слід ставитися як до перших спроб випадкового полеміста та популяризатора, а не виваженого вердикту академіка».

### Втрачений зв'язок(2018)
У січні 2018 року вийшла друком книга Гарі Втрачений зв'язок (англ. Lost Connections), де йдеться про депресію і тривогу. У ній Гарі посилається на власні дитячі проблеми, кризу в кар'єрі, приймання антидепресантів і відвідування психотерапії як на досвіди, що живили цікавість до цієї теми. Kirkus Reviews високо оцінили книгу.
Психіатр Кармін Паріанте розкритикував «надзвичайний скептицизм» Гарі щодо антидепресантів як «хибний, марний і навіть небезпечний».
Журналіст Джо Маґґс схарактеризував процес реабілітації Гарі як «безвідповідальний та небезпечний», назвавши саму книгу «мішаниною з праць інших дослідників, зібраних у щось, що було часом напівфабрикатом, часом напіввигадкою».
Оглядач Guardian нейробіолог Дін Бернетт різко розкритикував уривок опублікований у The Observer. Він зазначив, що Гарі, схоже, видавав за власні відкриття речі, що були загальновідомі протягом десятиліть, наприклад біопсихосоціальну модель, і що хибно зображав медичні, психіатричні та наукові заклади як «якусь тіньову монолітну організацію, що перебуває в полоні наркоіндустрії». Згодом Бернетт написав, що на нього тиснули друзі Гарі з The Guardian, аби він запропонував Гарі переважне право на відповідь і щоб, після публікації, надав посилання на спробу спростування від Гарі.
Журналістка Зої Ставрі розкритикувала книгу за такі речі: відсутність посилань на джерела щодо деяких ключових тверджень, наприклад, «від 65 до 80 % людей, що приймають антидепресанти, знову впадають у депресію протягом року»; спирання на роботу тільки одного дослідника; трактування дослідження антидепресантів одного класу, як ніби це стосується всіх антидепресантів; а також плутання стресу і депресії.
Психолог і науковий письменник Стюарт Річі критикував Гарі за неодноразові твердження без чітких посилань на джерела, що нібито «від 65 до 80 % людей, які приймають антидепресанти, знову впадають у депресію впродовж року». Він відстежив, що джерелом цього твердження є науково-популярна книга, а не огляд наукової літератури.

### Мистецтво зосереджуватися(2022)
У січні 2022 року Гарі опублікував книгу Мистецтво зосереджуватися. Як у нас украли увагу (англ. Stolen Focus: Why You Can't Pay Attention), де твердить, що елементи сучасного способу життя, зокрема соціальні мережі, «руйнують нашу здатність зосереджуватися». Книжку схвально оцінили Гілларі Клінтон і Стівен Фрай. За свій дебютний тиждень, що закінчився 12 лютого 2022 року, вона посіла сьоме місце в списку бестселерів наукової літератури The New York Times.
Стюарт Річі та Дін Бернетт розкритикували книжку за те, що там не наведено переконливих доказів твердження про зменшення стійкості уваги, а також за те, що в ній основні психологічні концепції подано як нішеві ідеї, що відкрив сам Гарі. Письменник/ведучий Метью Світ дослідив деякі твердження в книжці та виявив, що Гарі не вказав першоджерела для деяких досліджень і спотворив результати досліджень, які свідчили про те, що за певних умов багатозадачність може мати переваги.

## Особисте життя
Гарі — гей. Він сказав: «Я атеїст, але я вражений тим фактом, що реакція сімей жертв Чарлстона справді схожа на Христову», маючи на увазі стрілянину в церкві Чарлстона.

## Нагороди
- Студент-новинар року за версією The Times, 2000[71]
- Молодий журналіст року від British Press Awards, 2003[72]
- Газетяр року від Amnesty International Media Awards, 2007,[73] за статтю The Dark Side of Dubai[74]
- Автор Історії року від Environmental Press Awards, 2008[75]
- Премія Орвелла за політичну журналістику, 2008[73] (відкликано 2011 року)
- Журналіст року від Stonewall Awards, 2009[76]
- Культурний коментатор року Comment Awards, 2009[77]
- Газетяр року від Amnesty International Media Awards, 2010,[78] за статтю Трагедія Конго: війна, яку забув світ[79]
- Премія Марти Ґеллгорн з журналістики, 2010[80]

## Книги
- Johann Hari (2002). God Save the Queen?. Icon Books. ISBN 978-1-84046-401-6.
- Johann Hari (2015). Chasing the Scream: The First and Last Days of the War on Drugs [Гонитва за криком: перші й останні дні війни проти наркотиків]. Bloomsbury. ISBN 978-1-620-408902.
- Johann Hari (2018). Lost Connections: Uncovering the Real Causes of Depression – and the Unexpected Solutions [Втрачений зв'язок: справжні причини депресії і несподівані вирішення проблеми]. Bloomsbury. ISBN 978-1-632868305.
- Johann Hari (2022). Stolen Focus: Why You Can't Pay Attention [Мистецтво зосереджуватися. Як у нас украли увагу]. Bloomsbury. ISBN 978-1-526620224.